# Mönekragen

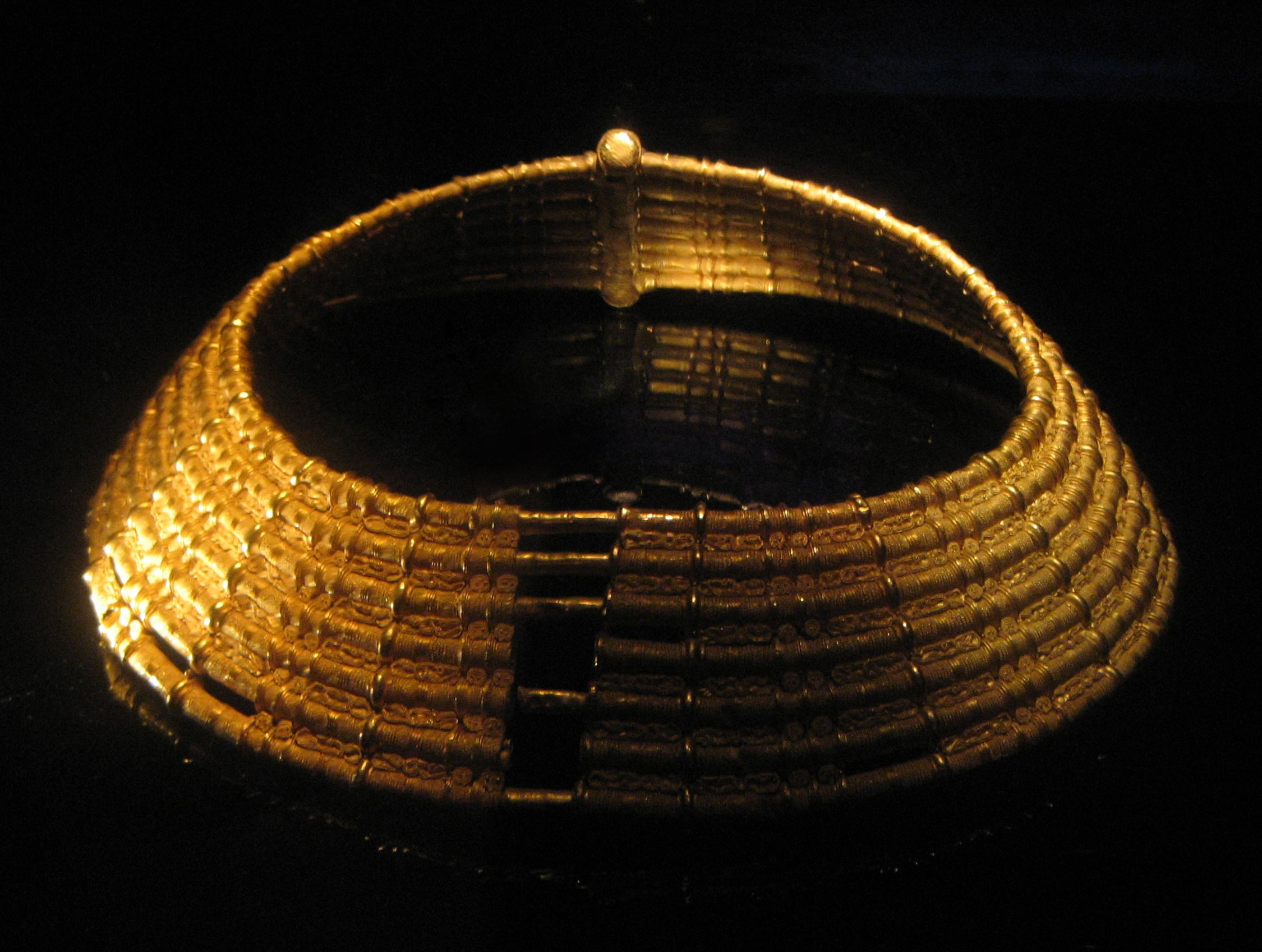
Der Mönekragen. Foto: Marieke Kuijjer

Der Mönekragen ist ein Goldhalskragen (schwedisch Guldhalskrage), der im Jahre 1863 in Möne nördlich von Ulricehamn in Västergötland in Schweden gefunden wurde. Er wird auf die erste Hälfte des 6. Jahrhunderts n. Chr. datiert. Das Fundstück ist der jüngste und größte von drei Goldhalskragen aus dieser Zeit, die sämtlich in Schweden gefunden wurden. Bronzehalskragen sind weitaus häufiger.

## Einordnung
Der Mönekragen ist einer von nur drei Goldhalskragen aus derjenigen Periode der nordischen Eisenzeit, die als Völkerwanderungszeit bezeichnet wird (375 bis 550 n. Chr.). Die anderen beiden sind der Ållebergskragen, 1827 ebenfalls in Västergötland gefunden, und der 1860 auf Öland gefundene Färjestadskragen. Es handelt sich jeweils um Einzelfunde; an keinem der Fundorte wurden weitere Objekte entdeckt. Wie andere Goldfunde in Schweden stehen sie im Zusammenhang mit dem Untergang des Römischen Reiches in der zweiten Hälfte des 5. Jahrhunderts. Damals kamen in Schweden große Mengen römischen Goldes in gemünzter Form (Solidi) in Umlauf, teilweise aus Soldzahlungen, teilweise aus Plünderungen.
Da archäologische Kontexte und vergesellschaftete Funde fehlen, ist eine Datierung nur anhand stilistischer Kriterien und paralleler Funde möglich. Der Mönekragen ist der größte und jüngste der drei Goldhalskragen, Alexandra Pesch datiert ihn auf die erste Hälfte des 6. Jahrhunderts.

Goldhalskragen
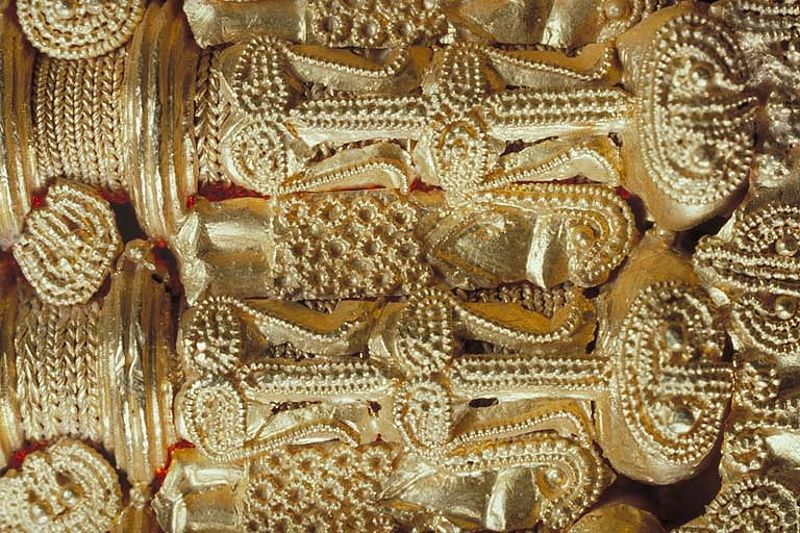
Detail: anthropomorphe Miniatur („Rockträger“). Foto: Statens historiska museum
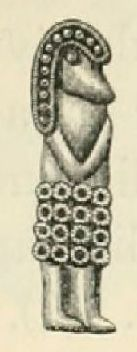
Detail: anthropomorphe Miniatur („Rockträger“). Zeichnung: Knut Stjerna
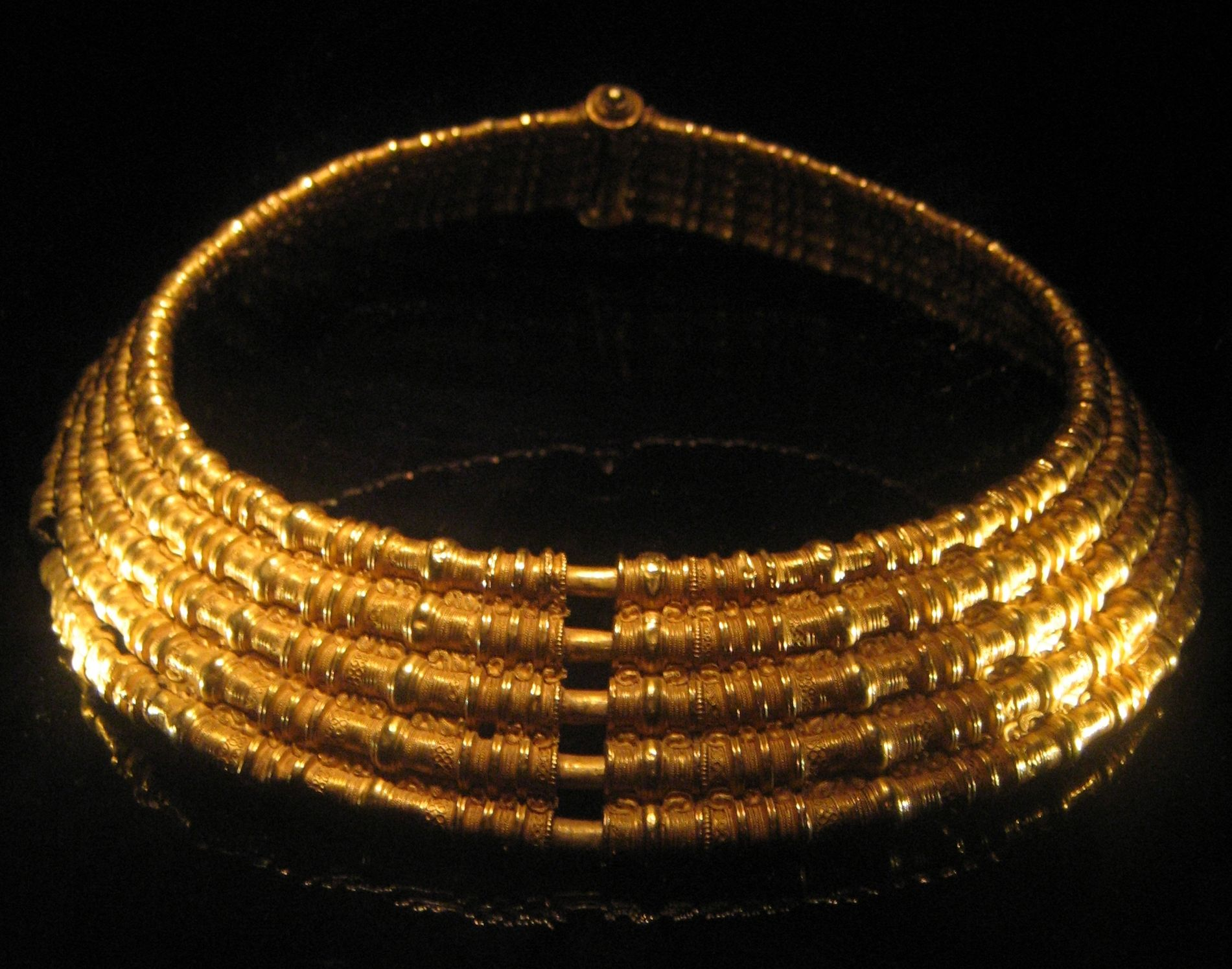
Färjestadenkragen mit fünf Goldringen
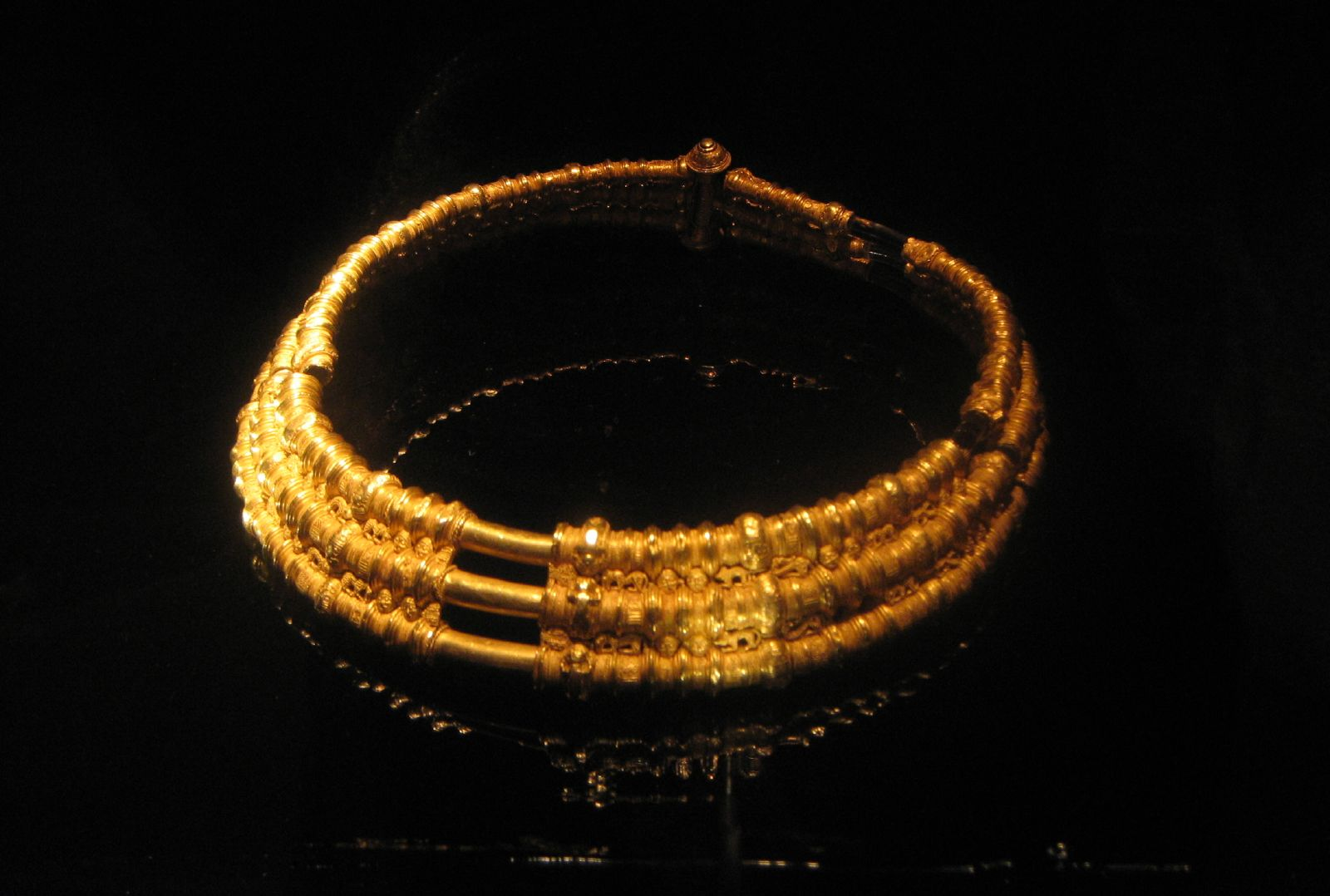
Ållebergskragen mit drei Goldringen

## Beschreibung

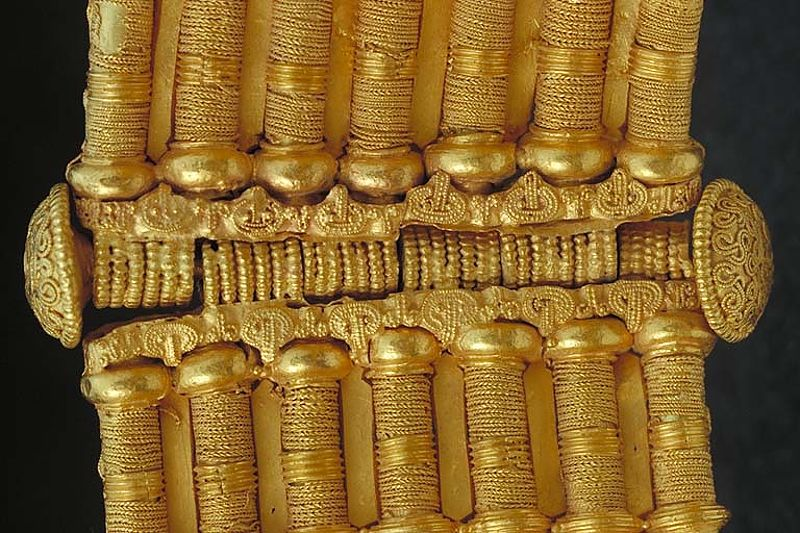
Scharnier (Innenseite), mit Zierknöpfen. Foto: Ulf Bruxe, Statens historiska museum

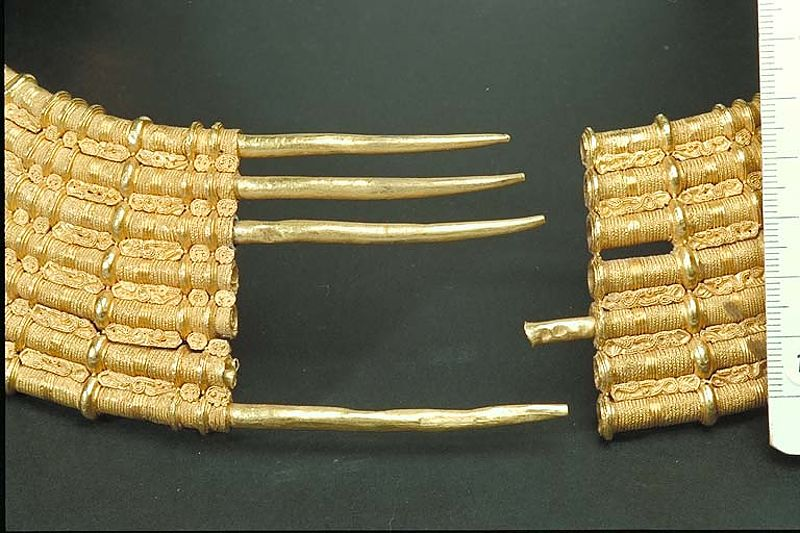
Verschlussvorrichtung in geöffnetem Zustand, mit Goldzinken. Foto: Gabriel Hildebrand, Statens historiska museum

Der Mönekragen besteht aus sieben übereinander liegenden, ringförmig gebogenen, miteinander verbundenen hohlen Goldröhren in zwei Hälften. Der Durchmesser der Ringe nimmt von oben nach unten zu. Zudem sind die einzelnen Röhren vorn breiter als hinten und vorn flacher aufeinander montiert als hinten; auf der Vorderseite zeigt der Kragen also die „am flachsten ansteigende und breiteste Fläche als Schauseite“. Insgesamt ergibt sich damit eine schief kegelstumpfartige Form. Die linke und rechte Hälfte sind über ein auf der Rückseite eingebautes Scharnier gelenkig verbunden. Es besteht aus einem Scharnierstift als Drehachse und mehreren Hülsen, die abwechselnd an der linken und rechten Kragenhälfte befestigt sind. Am oberen und unteren Ende ist das Scharnier jeweils mit einem großen Zierknopf versehen. An der Verschlussstelle auf der Vorderseite verjüngen sich die Röhren einer Seite zu Goldzinken; beim Schließen können diese in die Röhren der anderen Seite eingeschoben werden.
Die Röhren sind mit gliedernden Goldwulsten, Filigrandrähten und Rippenblechen besetzt. Die insgesamt 119 „Hauptwulste“, glatte, gewölbte Hohlkörper aus Gold, 17 pro Ring, sind wie alle anderen Elemente an den Röhren direkt übereinander angebracht. Sie teilen den Kragen in zweimal acht Zonen. An den Hauptwulsten als den dicksten Stellen sind die Röhren miteinander verbunden und die Verbindung ist durch Stifte fixiert. In der Mitte der Zonen finden sich relativ nah beieinander jeweils drei kleinere, gerippte „Nebenwulste“, sodass sich ein regelmäßiges Muster der Wulste im Rhythmus 1–3–1 ergibt. Gezwirnte Filigandrähte sind um die Röhrensegmente zwischen den Wulsten gewickelt. Dazu kommen 2 Millimeter breite Rippenblechringe, die ebenfalls zur Gliederung der Röhrenstrecken beitragen.
In die zwischen den Verbindungsstellen der Röhren entstehenden Zwischenräume sind mit Miniaturen geschmückte Goldplättchen eingelötet. Einige weitere Miniaturen sind direkt auf die Röhren aufgelötet oder schmücken das Abschlussblech des Scharniers. Auch die Miniaturen wiederholen sich regelmäßig an den direkt übereinanderliegenden Stellen, sind aber, anders als bei den beiden anderen Goldhalskragen, nicht symmetrisch auf die Kragenhälften verteilt. Insgesamt weist der Mönekragen 458 dieser Miniaturen auf, die im Halbrelief tier- und menschenähnliche Figuren oder Mischwesen, oft auch gesichtsähnliche Formen zeigen.
Alle Teile sind aus Gold, selbst die Verbindungsstifte, der Scharnierstift und die Zinken, obwohl diese im geschlossenen Zustand nicht sichtbar sind. Die Halsweite beträgt beim Mönekragen 152 Millimeter, sein Gewicht beträgt etwas mehr als 820 Gramm.
Von allen drei Goldhalskragen ist der Mönekragen am besten erhalten. Zwar muss er irgendwann einen Schlag abbekommen haben und ließ sich daher offenbar nur mehr mit Gewalt öffnen, was zum Abbrechen zweier Zinken führte, die in den Röhren stecken blieben. Das Röhrengerüst ist aber völlig intakt geblieben, es fehlen nur wenige Miniaturen und eine Zinke. Abnutzungsspuren sind kaum zu erkennen, anders als bei den Schwesterstücken.

## Fund
In den Akten dokumentiert ist der Mönekragen erst ab Mai/Juni 1864, der Fund lag zu dieser Zeit jedoch bereits mindestens einige Monate zurück. Aus Archivalien und verschiedenen Nachforschungen lässt sich die Fundgeschichte rekonstruieren, Zeitpunkt und Ort lassen sich jedoch bis heute nicht genau bestimmen.
In den Jahren 1860 bis 1862 wurde in der Gegend des Kirchspiels Möne, nördlich von Ulricehamn in Västergötland, die gesetzliche Flurbereinigung („laga skifte“) vorgenommen. Im Anschluss fanden die entsprechenden Ausführungsarbeiten statt. Im Zuge dieser Arbeiten trug der Kätner Johannes Andersson, der die Kate Berget auf dem Gebiet des Hofes Yttergården bei Möne bewirtschaftete, vermutlich im Herbst 1863 einen Steinhaufen ab. Darunter fand er, tief im Boden und von Steinen und Erde bedeckt, den Goldhalskragen sowie zwei zugehörige, lose Miniaturen. Er scheint jedoch den Wert seines Fundes nicht erfasst zu haben; einem Bericht zufolge soll er den mit Lehm und Erde verklebten Kragen an einem Nagel in seiner Scheune aufgehängt haben, „bis jemand darauf kam, er könne wertvoll sein“.
Erst im Frühling 1864 brachte der Schwager des Finders, Magnus Andersson, den Kragen in dessen Auftrag nach Göteborg zu einem Goldschmied, um ihn dort schätzen und evtl. einschmelzen zu lassen. Der Goldschmied schätzte den Materialwert auf 1500 Riksdaler. Doch nun wurde die Landskansli, eine Teilbehörde der staatlichen Verwaltung, auf die Sache aufmerksam und forderte den Besitzer auf, das Fundstück gemäß dem schwedischen Schatzregal dem Staat anzubieten. Sie behielt den Fund ein und unternahm Nachforschungen, unter anderem bei dem örtlichen Diakon („Komminister“) Thure August Theorell, bezüglich der genaueren Fundumstände. Theorells briefliche Antwort vom 5. Juni 1864, in der die Anfrage der Landskansli vom 25. Mai 1864 erwähnt wird, ist das älteste bekannte Archivstück zu dem Fund. Die Landskansli ließ den Materialwert von der Königlichen Münze (Kungliga Myntet) schätzen, denn dem Finder stand eine Ablöse in Höhe des um ein Achtel vermehrten Materialwerts zu. Er erhielt daraufhin 2123 Riskdaler und 47 Öre für seinen Fund, dazu kamen noch einmal 3 Riksdaler 12 Öre für eine zugehörige lose Goldzinke, die er am selben Ort entdeckt und nachträglich eingereicht hatte. Auf diese Weise kam der Kragen letztlich in den Besitz der staatlichen Sammlungen (Kungliga Vitterhets Historie och Antikvitets Akademien) und wurde dort vom Reichsantiquar Bror Emil Hildebrand in seinem Inventar vermerkt. Hildebrand benutzte diesen Vorgang später in einem Gutachten zum Fundrecht als Beleg dafür, dass eine Lockerung der Vorschriften nicht zu empfehlen sei, da der Finder gewöhnlich keinen Begriff vom Fundwert habe und die staatlichen Sammlungen daher nicht selten genötigt seien, Aufkäufern ein Vielfaches zu bieten, um wertvolle vorzeitliche Funde zu retten.
Der Fundort ist nicht präzise einzugrenzen, es konnten somit auch zu keinem Zeitpunkt stratigraphische Untersuchungen vorgenommen werden. Theorell gab in seinem Brief an, er liege etwa 1000 Alnar (Ellen, etwa 600 Meter) von „Dorf und Kirche Möne“ entfernt. Ihm zufolge war der Fund im Zuge der Versetzung eines Steinwalls gemacht worden, der über diesen Steinhaufen verlief. Das Gebiet des Fundorts sei früher einmal urbar gemacht worden, dann sei dort aber Kiefernwald gewachsen, bis es „vor einem Menschenalter“ erneut kultiviert worden sei. An einer möglichen Stelle hat der lokale Heimatverein einen Pfosten mit einer Gedenktafel errichtet.

## Aufbewahrungsort
Die drei Goldhalskragen werden im Staatlichen historischen Museum (Statens historiska museum) in Stockholm aufbewahrt. Im Jahr 1986 gab es einen Einbruch im Museum. Danach wurden die Goldhalskragen nicht mehr für die Öffentlichkeit zugänglich gemacht. Stattdessen wurden ab 1987 Kopien gezeigt, die am Römisch Germanischen Zentralmuseum in Mainz hergestellt worden waren. 1994 wurde im Staatlichen Historischen Museum die Goldkammer (Guldrummet) eröffnet, in der wieder die Originale in gesicherten Vitrinen ausgestellt sind.

### Verwendete Literatur
- Jan Peder Lamm: Zur Taxonomie der schwedischen Goldhalskragen der Völkerwanderungszeit. In: Fornvännen, Journal of Swedish Antiquarian Research, 86, 1991, S. 153–167. (PDF, Digitala Vetenskapliga Arkivet, schwedisch).
- Jan Peder Lamm: Goldhalskragen. In: Reallexikon der Germanischen Altertumskunde (RGA). 2. Auflage. Band 12, Walter de Gruyter, Berlin/New York 1998, ISBN 3-11-016227-X, S. 335–343 (Online-Ausgabe (kostenpflichtig) bei GAO, Verlag Walter de Gruyter).
- Alexandra Pesch: Tiere, Götter, Wirkungsmacht. Völkerwanderungszeitliche Goldhalskragen und die germanische Mythologie. In: Wilhelm Heizmann, Sigmund Oehrl (Hrsg.): Bilddenkmäler zur germanischen Götter- und Heldensage (= Ergänzungsbände zum Reallexikon der Germanischen Altertumskunde, 91). De Gruyter, Berlin 2015, S. 121–152.
- Alexandra Pesch: Die Kraft der Tiere. Völkerwanderungszeitliche Goldhalskragen und die Grundsätze germanischer Kunst (= Kataloge Vor- und Frühgeschichtlicher Altertümer. Band 47). Verlag des Römisch-Germanischen Zentralmuseums, Mainz 2015, ISBN 978-3-88467-240-2 (online).
- Alexandra Pesch: Drachengold. Schatzfunde des Nordens im ersten Jahrtausend n. Chr. In: Heike Sahm, Wilhelm Heizmann, Victor Millet (Hrsg.): Gold in der europäischen Heldensage. De Gruyter, Berlin 2019, S. 13–34, ISBN 978-3-11-061415-2.

### Weiterführende Literatur
- Wilhelm Holmqvist: Guldhalskragarna. FT Förlag in Zusammenarbeit mit Statens Historiska Museum, Stockholm 1980.
- Kent Andersson: Gold des Nordens. Skandinavische Schätze – von der Bronzezeit bis zu den Wikingern. Theiss, Stuttgart 2008. Dort das Kapitel Goldhalskragen – vornehmste Kleinodien der Frühzeit, S. 70 ff. Inhaltsverzeichnis.